# Tormento (filme de 1964)
Midareru (乱れる, lit. "perturbado") (bra/prt: Tormento) é um filme de drama japonês de 1964 dirigido por Mikio Naruse e estrelado por Hideko Takamine e Yūzō Kayama. A história gira em torno de uma viúva de guerra cuja família do falecido marido planeja expulsá-la da loja que ela administra por estar localizada na casa desses familiares.

## Sinopse
Por 18 anos, Reiko, uma viúva de guerra, administra uma mercearia na casa da família de seu falecido marido. Agora, um novo supermercado aberto no local concorre diretamente com a loja, nisso, as cunhadas de Reiko conspiram para transformar a loja em um outro supermercado e se livrar dela. O único membro da família que está do lado de Reiko é seu cunhado, Kōji, de 25 anos, que regularmente se envolve em brigas enquanto bêbado. Ele finalmente confessa para Reiko, que 12 anos mais velha que ele, que sempre a amou. Ela o rejeita e alega que só o vê como membro da família.
Reiko finalmente decide que não quer mais atrapalhar os planos da irmã e voltar para casa da sua família. Kōji a segue na longa viagem de trem. No caminho, eles se encontram e desembarcam numa pousada, onde podem conversar. Ele retoma suas abordagens de conquistá-la, mas no último minuto, ela não ainda o rejeita. Ele sai furioso, fica bêbado e depois liga para Reiko dizendo que voltará para casa. Pela manhã, Reiko o vê sendo carregado em uma maca rumo a uma aldeia e descobre que ele morreu ao cair de um penhasco. Ela corre atrás dos carregadores, mas depois para, com o rosto inexpressivo.

## Elenco
- Hideko Takamine como Reiko Morita
- Yūzō Kayama como Kōji Morita
- Mitsuko Kusabue como Hisako Morizono
- Yumi Shirakawa como Takako Morita
- Mie Hama como Ruriko
- Kazuo Kitamura como Morizono
- Aiko Mimasu como Shizu Morita
- Chieko Nakakita como Sra. Kaga

## Produção
Tormento foi baseado em um roteiro original do marido de Takamine, Zenzō Matsuyama, que foi gravado como um drama de televisão no ano anterior ao lançamento do filme, intitulado Shigure.

## Legado
Tormento foi exibido no Museu de Arte Moderna de Nova York em 1985 e no Harvard Film Archive em 2005, como parte de suas retrospectivas sobre Mikio Naruse. Em 2017, suas obras também foram exibidas na Cinémathèque Française.

## Prêmios
- 1964: Prêmio de Melhor Atriz do Festival Internacional de Cinema de Locarno para Hideko Takamine[3]